# Posiedzenie w Zunyi
Posiedzenie w Zunyi – przełomowe posiedzenie Biura Politycznego Komunistycznej Partii Chin, które odbyło się w styczniu 1935 w miejscowości Zunyi (prowincja Kuejczou).
Komunistyczna Partia Chin w pierwszej połowie lat 30. XX wieku targana była sporami politycznymi, co do swej przyszłości, zwłaszcza dylematem, czy winna oprzeć się na masach robotniczych, czy na chłopstwie. Krytykowano m.in. Mao Zedonga (zwolennika chłopstwa) za wcześniejsze współdziałanie z bandami rabunkowymi i faworyzowanie bogatych chłopów podczas dzielenia ziemi. Lansowana przez Mao teza, że jedynym sposobem walki winna być partyzancka "wojna chłopska", nie podobała się części członków Biura Politycznego, obawiającego się zmajoryzowania partii przez bardzo liczną w Chinach ludność wiejską. Na krótko przed rozpoczęciem Wielkiego Marszu Mao został usunięty ze stanowisk politycznych w armii i partii. 
Po zdobyciu Zunyi Mao, wraz z lojalnymi mu dowódcami, zwołał w tym mieście posiedzenie Biura Politycznego, na którym obarczył dotychczasowymi niepowodzeniami militarnymi niesprzyjających mu dowódców i funkcjonariuszy. W wyniku przeprowadzonych działań Mao przejął stanowisko przewodniczącego Rewolucyjnej Rady Wojskowej oraz objął nowo utworzoną funkcję przewodniczącego Biura Politycznego KPCh, stając się de facto bezapelacyjnym szefem partii. 
Za zmianami personalnymi i debatą militarną kryła się wówczas głęboka rewizja polityczna. Przyjęto m.in. tezę Mao o prowadzeniu "wojny chłopskiej" i o oparciu się na masach wiejskich. Doprowadziło to w przyszłości do głębokich zmian charakteru KPCh. Partia została też zdominowana przez siły militarne, wierne Mao. Posiedzenie w Zunyi było także początkiem eliminacji z partii sił internacjonalistycznych, związanych z międzynarodowym ruchem robotniczym.